# 南阿佐ケ谷駅
南阿佐ケ谷駅（みなみあさがやえき）は、東京都杉並区阿佐谷南一丁目にある、東京地下鉄（東京メトロ）丸ノ内線の駅である。駅番号はM 02。

## 年表
- 1961年（昭和36年）11月1日：帝都高速度交通営団（営団地下鉄）荻窪線の駅として開業。当時は終着駅。
- 1962年（昭和37年）1月23日：当駅 - 荻窪駅間延伸開業により、途中駅となる。
- 1972年（昭和47年）4月1日：荻窪線を丸ノ内線に改称。
- 2003年（平成15年）2月：業務委託駅となる。
- 2004年（平成16年）4月1日：帝都高速度交通営団（営団地下鉄）民営化に伴い、当駅は東京地下鉄（東京メトロ）に継承される[2]。
- 2007年（平成19年）3月18日：ICカード「PASMO」の利用が可能となる[3]。

## 駅構造
青梅街道の直下に相対式ホーム2面2線を有する地下駅。各ホーム間は改札内通路により連絡している（但し階段の昇り降りが必要となる）。改札口は各ホームに直結した形で、2箇所ある。1番出入口、2番出入口ともに、エレベーターが設置されている。
ホーム幅員は極めて狭く、改札の数も少ないため、朝のラッシュ時にはB線（池袋方面）ホームが、夜にはA線（荻窪行き）ホームが混雑する。

### のりば
| 番線 | 路線     | 行先             |
| ---- | -------- | ---------------- |
| 1    | 丸ノ内線 | 荻窪ゆき         |
| 2    | 丸ノ内線 | 池袋・方南町方面 |

（出典：東京メトロ:構内図）

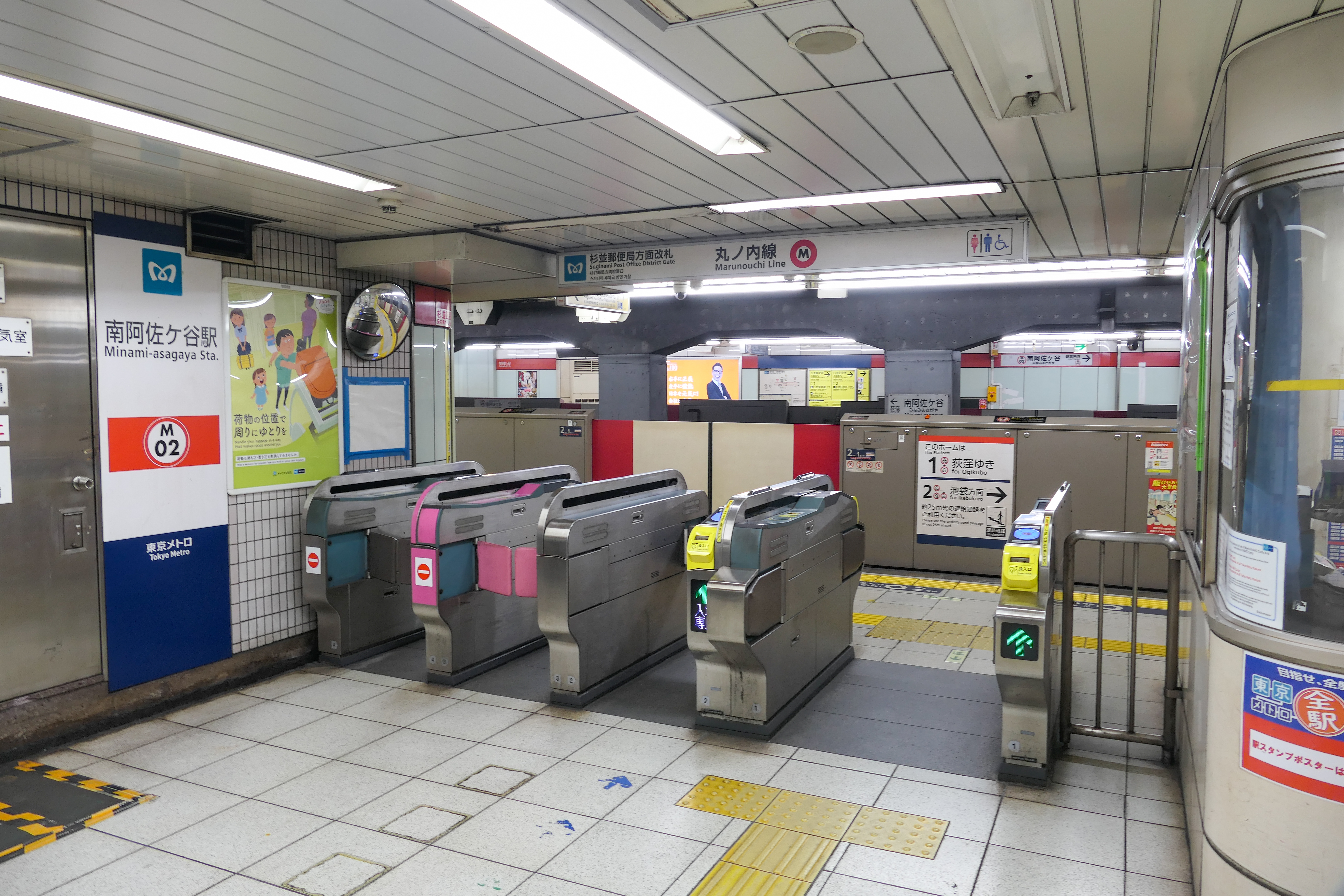
杉並郵便局方面改札
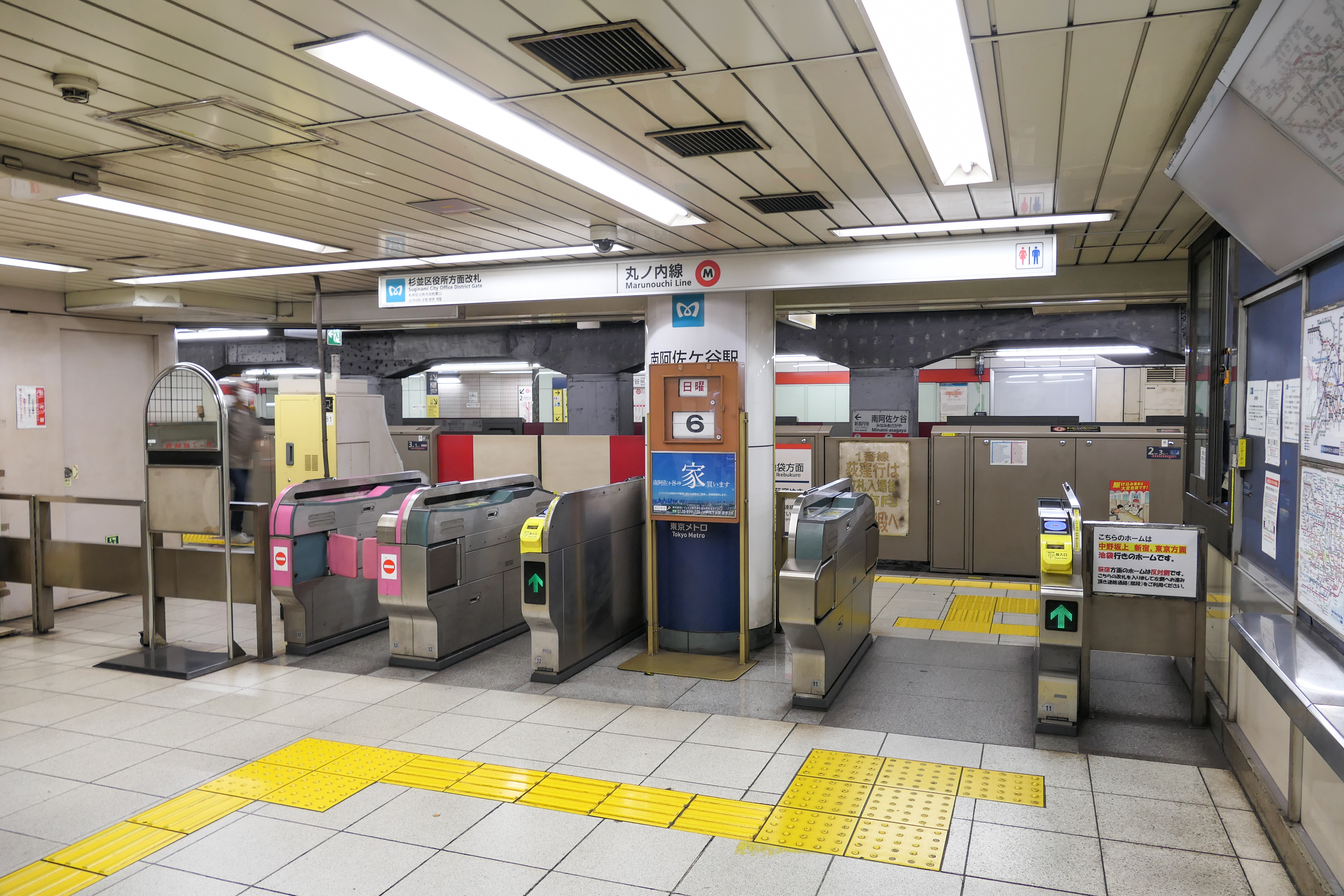
杉並区役所方面改札
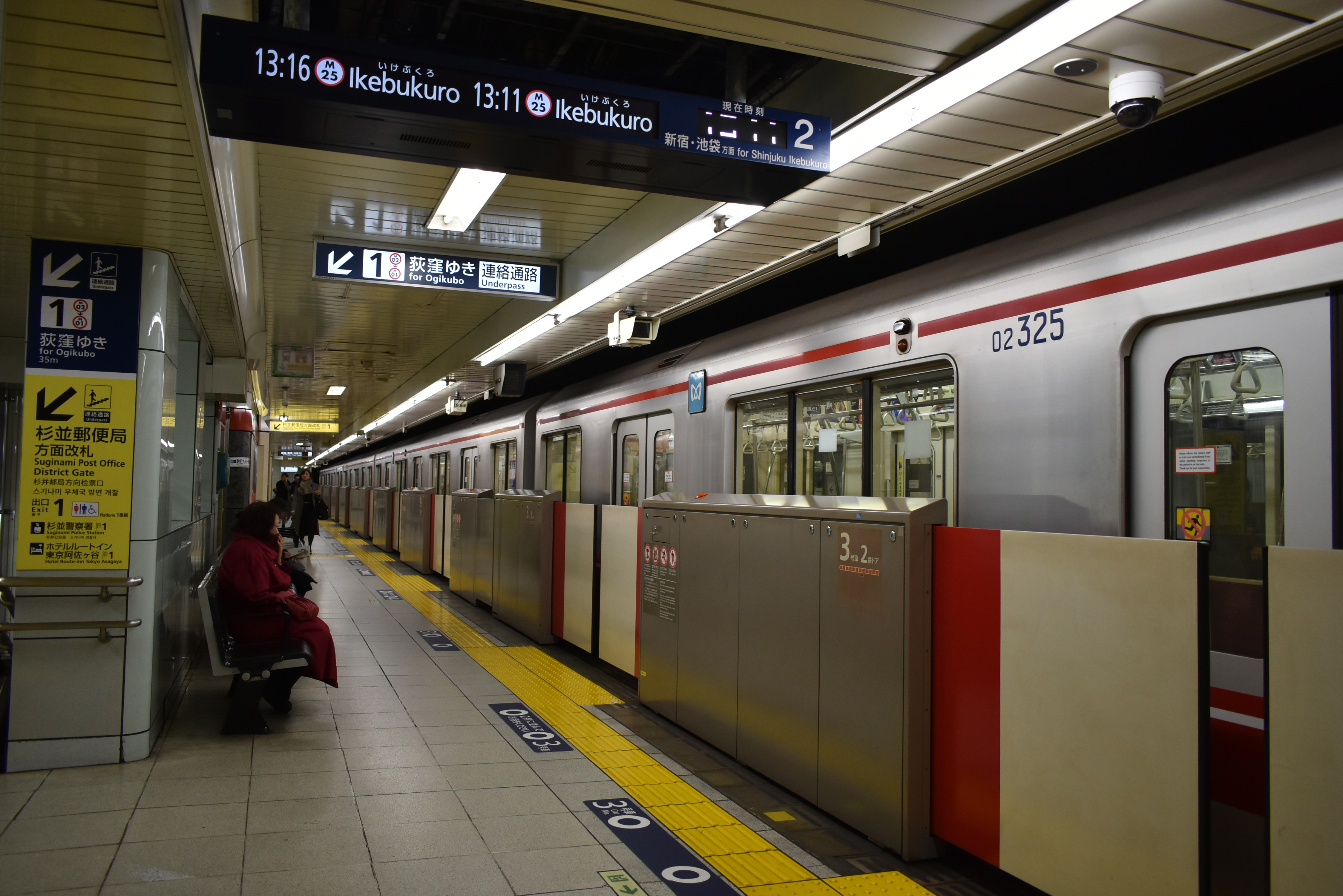
2番線ホーム（2019年3月1日撮影）

### 発車メロディ
ワンマン運転開始に伴い、スイッチ制作の発車メロディ（発車サイン音）が導入されている。
曲は1番線が「ひかりの反射」（谷本貴義作曲）、2番線が「夢行きステップ」（福嶋尚哉作曲）である。

### 出口
| 出口名称 | 出口周辺                                                                                      | 接続改札           | 備考             |
| -------- | --------------------------------------------------------------------------------------------- | ------------------ | ---------------- |
| 1        | 杉並警察署・杉並高等学校・杉並税務署・杉並都税事務所 東田中学校・ホテルルートイン東京阿佐ヶ谷 | 杉並郵便局方面改札 | エレベーターあり |
| 2a       |                                                                                               | 杉並区役所方面改札 | 閉鎖中           |
| 2b       | 阿佐ヶ谷中学校・産業商工会館・杉並区役所                                                      | 杉並区役所方面改札 | エレベーターあり |

## 利用状況
2024年度の1日平均乗降人員は27,693人であり、東京メトロ全130駅中116位。
近年の1日平均乗降・乗車人員推移は下表の通りである。
| 年度               | 1日平均 乗降人員 | 1日平均 乗車人員 | 出典     |
| ------------------ | ---------------- | ---------------- | -------- |
| 1990年（平成02年） |                  | 11,496           | [ * 1 ]  |
| 1991年（平成03年） |                  | 11,336           | [ * 2 ]  |
| 1992年（平成04年） |                  | 11,123           | [ * 3 ]  |
| 1993年（平成05年） |                  | 10,989           | [ * 4 ]  |
| 1994年（平成06年） |                  | 10,825           | [ * 5 ]  |
| 1995年（平成07年） | 20,960           | 10,448           | [ * 6 ]  |
| 1996年（平成08年） | 21,082           | 10,423           | [ * 7 ]  |
| 1997年（平成09年） | 20,565           | 10,222           | [ * 8 ]  |
| 1998年（平成10年） | 20,599           | 10,238           | [ * 9 ]  |
| 1999年（平成11年） | 20,004           | 10,070           | [ * 10 ] |
| 2000年（平成12年） | 20,056           | 10,044           | [ * 11 ] |
| 2001年（平成13年） | 20,094           | 10,056           | [ * 12 ] |
| 2002年（平成14年） | 20,113           | 10,080           | [ * 13 ] |
| 2003年（平成15年） | 20,239           | 10,191           | [ * 14 ] |
| 2004年（平成16年） | 20,366           | 10,170           | [ * 15 ] |
| 2005年（平成17年） | 20,506           | 10,296           | [ * 16 ] |
| 2006年（平成18年） | 20,918           | 10,515           | [ * 17 ] |
| 2007年（平成19年） | 21,080           | 10,639           | [ * 18 ] |
| 2008年（平成20年） | 21,461           | 10,784           | [ * 19 ] |
| 2009年（平成21年） | 21,441           | 10,852           | [ * 20 ] |
| 2010年（平成22年） | 21,727           | 10,936           | [ * 21 ] |
| 2011年（平成23年） | 21,611           | 10,958           | [ * 22 ] |
| 2012年（平成24年） | 22,337           | 11,213           | [ * 23 ] |
| 2013年（平成25年） | 23,491           | 11,819           | [ * 24 ] |
| 2014年（平成26年） | 24,000           | 12,079           | [ * 25 ] |
| 2015年（平成27年） | 25,179           | 12,675           | [ * 26 ] |
| 2016年（平成28年） | 26,025           | 13,096           | [ * 27 ] |
| 2017年（平成29年） | 27,189           | 13,701           | [ * 28 ] |
| 2018年（平成30年） | 27,949           | 14,088           | [ * 29 ] |
| 2019年（令和元年） | 28,144           | 14,175           | [ * 30 ] |
| 2020年（令和02年） | 21,265           |                  |          |
| 2021年（令和03年） | 22,484           |                  |          |
| 2022年（令和04年） | 24,906           |                  |          |
| 2023年（令和05年） | 26,654           |                  |          |
| 2024年（令和06年） | 27,693           |                  |          |

## 駅周辺

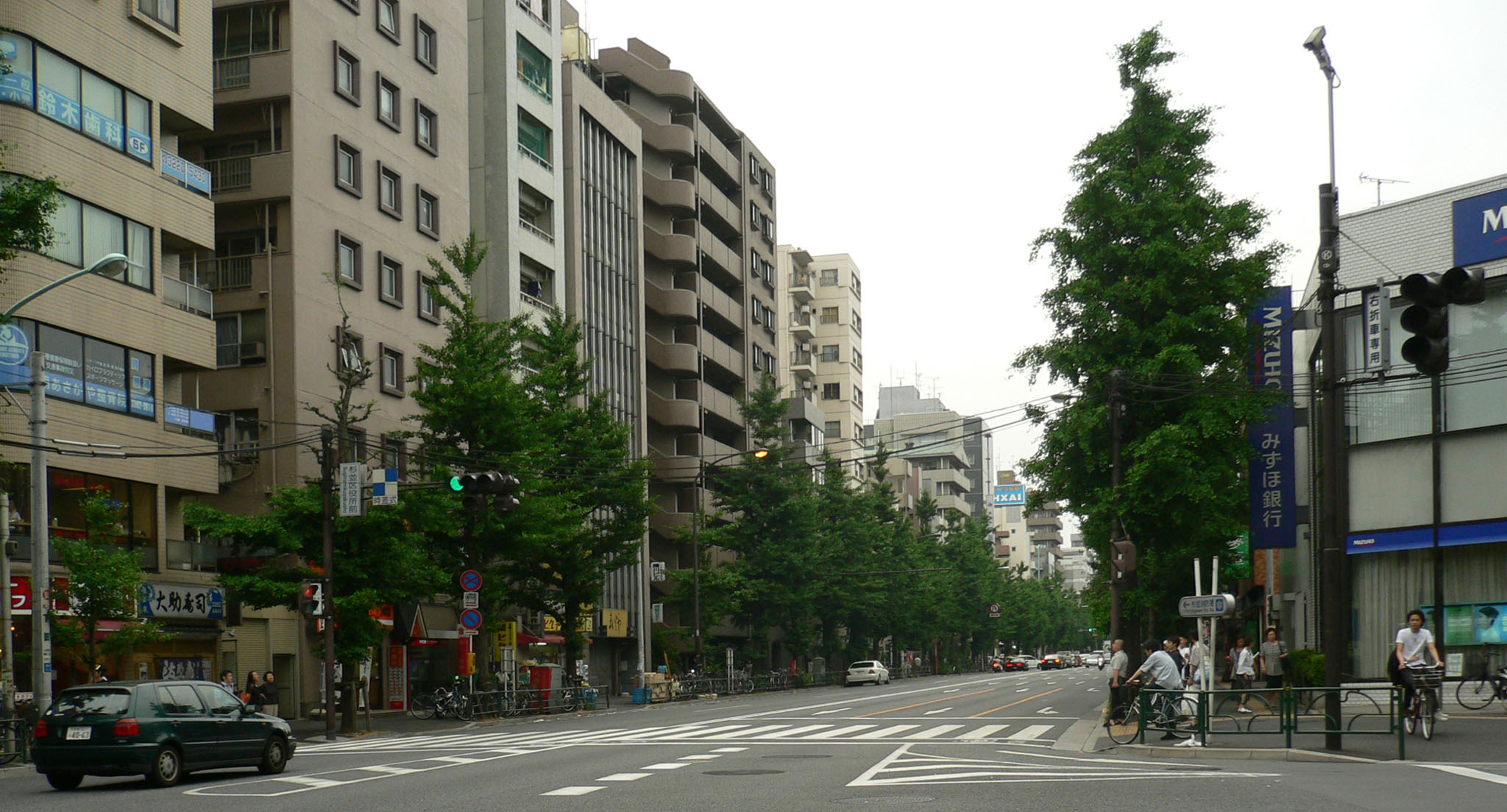
駅上の青梅街道（2005年6月12日）

官公署などが集中する、杉並区の中心である。なお、JR阿佐ケ谷駅までは中杉通りを歩いて10分ほどである。
- 杉並区役所
- 警視庁杉並警察署
- 東京消防庁杉並消防署
- 杉並税務署
- 杉並区産業商工会館
- 杉並区立成田図書館
- 東京都杉並都税事務所
- 杉並区立東田小学校
- 杉並区立東田中学校
- 東京都立杉並高等学校
- 須賀神社
- 善福寺川緑地（善福寺川に沿った公園）
- 杉並郵便局
- みずほ銀行阿佐ヶ谷支店
- ホテルルートイン東京阿佐ヶ谷
- ココスナカムラ阿佐ヶ谷店
- 阿佐谷すずらん通り
- 阿佐谷パールセンター
- 青梅街道（東京都道4号東京所沢線・東京都道5号新宿青梅線）
- 中杉通り（東京都道427号瀬田貫井線）

## バス路線
駅前の中杉通り、青梅街道上に「杉並区役所」（都営バスは「杉並区役所前」）および「南阿佐ヶ谷駅」（深夜急行バスのみ）の各停留所があり、関東バス・西武バス・京王バス・東京都交通局により運行される下記の路線が発着する。
のりば番号については京王バス公式サイト「バスナビ.com」で表示されている便宜上の番号であり、実際は何も表記されていない。
のりば1（青梅街道上り）
- 渋66（都営・京王）：渋谷駅前（渋谷駅）行
- 渋66（都営）：杉並車庫前行
- 渋66（京王）：杏林大学杉並病院前行

のりば2（中杉通り下り）
- 渋66（都営・京王）：阿佐ヶ谷駅前（阿佐ヶ谷駅）行
- 荻15：阿佐ヶ谷駅行（西武バス）
- 阿05：阿佐ヶ谷駅経由 白鷺一丁目行（昼間のみ）（関東バス）
- すぎ丸けやき路線：阿佐ケ谷駅行（京王バス受託運行）

のりば3（中杉通り上り）
- 荻15：荻窪駅・上井草駅・大泉学園駅南口経由 長久保行（西武バス）
- 阿02：荻窪駅経由 白鷺一丁目行（午前のみ）（関東バス）
- 阿05：荻窪駅行（昼間のみ）（関東バス）
- すぎ丸けやき路線：浜田山駅行（京王バス受託運行）
- すぎ丸けやき路線：浜田山駅経由 永福町行（夜間のみ）（京王バス受託運行）

南阿佐ヶ谷駅（青梅街道下り）
- 深夜急行バス：降車専用（関東バス）

## 隣の駅
東京地下鉄（東京メトロ）
 丸ノ内線
荻窪駅 (M 01) - 南阿佐ケ谷駅 (M 02) - 新高円寺駅 (M 03)